# Coppia disuguale di amanti
La Coppia disuguale di amanti o 	Ritratto d'uomo e di fanciulla è un dipinto olio su tavola di Jacopo de' Barbari. La tavola è conservata nel museo d'arte di Filadelfia Philadelphia Museum of Art dal 1877.

## Storia
La tavola fu dipinta dal de' Barbari quando era ospite alla corte  di Federico il Saggio nel 1503, periodo in cui risulta inserito nell'elenco dei soggetti che avevano ricevuto un pagamento, e presenta la scritta IA. D. BARBARI, MDHI con accanto il caduceo, simbolo con cui l'artista era uso rendersi riconoscibile nelle sue opere. Del dipinto vi è una seconda versione su rame che fu descritta dal collezione di Hofrat Kretz di Ratzenhover, questo risulta essere stato venduto nel 1920 a Berlino, mentre la tavola proviene dalla collezione Kretz, per essere poi presente nel 1908 ad Amburgo nella collezione Weber. Venne poi acquistata dall'antiquario Douglas di Londra che lo cede alla collezione Johnson venendo nel 1907 esposto aa Bruges Toison d'Or per essere poi venduta all'asta a Berlino da Rodolfo Lepke tra i dipinti di proprietà di Edoardo Werber il 20 febbraio 1912.
Un dipinto a medesimo soggetto è stato indicato presente a Venezia nel 1595 nella collezione di Marcantonio Michiel: «quadro d'una donna col petto scoperto et un vecchio »ma non vi è nessuna conferma che sia proprio questo dipinto, ma indica che il tema fu apprezzato anche in ambito veneziano ponendo il de' Barbari in una posizione di assoluta avanguardia. Due disegni del Maestro del Libro di casa, artista tedesco, anticipano il soggetto raffigurando sia una copia composta da una fanciulla e un anziano, ma anche un giovane corteggiato da una donna anziana.

## Descrizione
La tavola raffigura due personaggi di età molto differenti proponendo un tema già presente nell'Europa settentrionale come ''ungleiches liebespaar ma ancora precoce rispetto alle raffigurazioni italiane e veneziane. L'artista muranese affronta il soggetto anticipando il gusto dei tempi. Il medesimo soggetto fu dipinto da Giovanni Cariani presente a Venezia, ma successivamente, solo nel 1516 con la tela Seduzione, seguiranno poi Tiziano Vecellio,  il Giorgione e altri. Vi è inoltre un particolare nel dipinto Stemma della morte di Dürer con il particolare di una copia di cui l'uomo è molto più anziano della figura femminile, e quanto a conferma di quanto furono intensi i rapporti tra i due artisti, che si erano conosciuti a Venezia e che si frequentarono a Berlino. Il particolare della fanciulla che ha il capo ornato da una ghirlanda, potrebbe avere il significato che la coppia si fosse fidanzata.
I tratti somatici dei personaggi, in particolare dell'anziano, confermerebbero l'esecuzione in terra nordica, con profonde assonanze con le pitture di Albrecht Dürer, mancando quelle caratteristiche del dipinto degli amanti in stile giorgionesco.